# Hadaró Valentin
Hadaró Valentin (Kaposvár, 1995. június 8. –) magyar labdarúgó, a Kaposvári Rákóczi játékosa.

## Pályafutása

### Klubcsapatokban
Korábbi csapatai: Tabi VSC, Felcsút SE, Gárdony. Fiatalon a legjobb futballeredményének tartotta: az U19-es csapat feljutását az NB I-be.
Felcsúti évek után a kaposvári utánpótlásba került. Itt a korosztályos csapatokban játszott. A 2013–14-es idényben már az NB I-ben is bemutatkozott a felnőttek között, három találkozón a Rákóczi színeiben. A következő bajnokságban már alapember volt, majd a kizárás után is hűséges maradt a Kaposvárhoz, a megye I-ben 24 találkozón 13 gólt szerzett. Betalált az osztályozón is, amivel feljutáshoz segítette a Kaposvárt. Az NB III-ban és újra az NB II-ben szintén fontos játékosnak számított, majd a 2019–20-as idényben – ismét az NB I-ben – 16 meccsen játszott.
2021 júliusában a Kecskemét együtteséhez szerződött.
2023 októberétől a PMFC játékosaként folytatta a pályafutását. 2022 őszén még kölcsönben szerepelt Pécsett, akkor 18 tétmérkőzésen játszott, és az MTK Budapest ellen fontos gólt szerzett.

## Sikerei, díjai
Kaposvári Rákóczi
- NB II második helyezett: 2018–19

 Kecskemét
- NB II második helyezett: 2021–22
- Magyar labdarúgó-bajnokság ezüstérmes: 2022–23[5]